# Cesinha (futebolista)
César Augusto Pereira Marques, mais conhecido como Cesinha (São José dos Campos, 8 de Outubro de 1986), é um futebolista brasileiro que atua como zagueiro. Atualmente, está sem clube.

## Carreira

### Santo André
Foi revelado nas categorias da base da equipe do Grande ABC, posteriormente sendo utilizado como titular na zaga do clube.

### Vasco da Gama
Após boas atuações pelo Santo André na temporada 2010, quando foi vice-campeão do Campeonato Paulista, Cesinha se transferiu para o Vasco da Gama. Se sagrou campeão da Copa do Brasil de 2011, mesmo tendo poucas chances no time titular.

### Náutico
Em fevereiro de 2012, se transferiu para o Náutico.

### XV de Piracicaba
Em dezembro de 2012, acertou sua transferência para o XV de Piracicaba, para a disputa do Campeonato Paulista de 2013, ano do centenário do XV de Piracicaba.

### Confiança
Em fevereiro de 2015, o Confiança anunciou o zagueiro como novo reforço para a temporada 2015. Foi dispensado em abril do mesmo ano, após a equipe ser eliminada da Copa do Brasil.

### Taubaté
Em junho de 2018, após disputar a Segunda Divisão Paranaense pelo Paranavaí, Cesinha assinou com o Taubaté, para a disputa da Copa Paulista de 2018.

## Títulos
Santo André
- Campeonato Paulista - Série A2: 2008

Vasco da Gama
- Copa do Brasil: 2011[5]
- Copa da Hora: 2010